# Puttes äventyr i blåbärsskogen
Puttes äventyr i blåbärsskogen är en barnbok från 1901, skriven och illustrerad av Elsa Beskow.

## Handling
Putte är ute i skogen och ska plocka bär till sin mamma, men hittar inga. Han sätter sig på en stubbe. Då ser han en liten man vid fötterna som kallar sig blåbärskungen. Putte rör vid blåbärskungens stav och blir förminskad och får uppleva ett äventyr i skogen. Blåbären blir stora som äpplen, ett löv kan användas som ett segel till en båt och de rider på möss. Putte tror att han har drömt, men korgarna är fulla av blåbär och lingon.